# Andrew Castle
Andrew Castle, né le 15 novembre 1963 à Epsom, est un joueur de tennis professionnel britannique.
Il est un des arrière-arrière-petits-fils d'Annie Besant.
Essentiellement spécialiste de double, il a disputé la finale de l'Open d'Australie en double mixte en 1987.
De 2000 jusqu'à 2010, Castle est un animateur de télévision sur le réseau ITV. Depuis les années 2010, il a été un animateur de radio sur la station indépendente LBC.

## Palmarès

### Finale en simple messieurs
| No | Date       | Nom et lieu du tournoi | Catégorie | Dotation | Surface    | Vainqueur  | Score         |  |
| -- | ---------- | ---------------------- | --------- | -------- | ---------- | ---------- | ------------- |  |
| 1  | 18-04-1988 | Seoul Open, Séoul      |           | 93 400 $ | Dur (ext.) | Dan Goldie | 6-3, 6-7, 6-0 |  |

### Titres en double messieurs
| No | Date       | Nom et lieu du tournoi                            | Catégorie    | Dotation  | Surface    | Partenaire   | Finalistes                       | Score         |  |
| -- | ---------- | ------------------------------------------------- | ------------ | --------- | ---------- | ------------ | -------------------------------- | ------------- |  |
| 1  | 18-04-1988 | Seoul Open Séoul                                  |              | 93 400 $  | Dur (ext.) | Roberto Saad | Gary Donnelly Jim Grabb          | 6-7, 6-4, 7-6 |  |
| 2  | 22-08-1988 | Nynex Open Rye Brook                              |              | 93 400 $  | Dur (ext.) | Tim Wilkison | Jeremy Bates Michael Mortensen   | 4-6, 7-5, 7-6 |  |
| 3  | 01-01-1990 | Australian Men's Hardcourt Championships Adélaïde | World Series | 125 000 $ | Dur (ext.) | Nduka Odizor | Alexander Mronz Michiel Schapers | 7-6, 6-2      |  |

### Finales en double messieurs
| No | Date       | Nom et lieu du tournoi                           | Catégorie           | Dotation  | Surface      | Vainqueurs                      | Partenaire   | Score     |  |
| -- | ---------- | ------------------------------------------------ | ------------------- | --------- | ------------ | ------------------------------- | ------------ | --------- |  |
| 1  | 08-08-1988 | Player's International Canadian Open Toronto     | Championship Series | 410 000 $ | Dur (ext.)   | Ken Flach Robert Seguso         | Tim Wilkison | 7-63, 6-3 |  |
| 2  | 17-06-1991 | Direct Line Insurance Manchester Open Manchester | World Series        | 225 000 $ | Gazon (ext.) | Omar Camporese Goran Ivanišević | Nick Brown   | 6-4, 6-3  |  |

### Finale en double mixte
| No | Date       | Nom et lieu du tournoi         | Catégorie | Dotation  | Surface      | Vainqueurs                     | Partenaire | Score          |          |
| -- | ---------- | ------------------------------ | --------- | --------- | ------------ | ------------------------------ | ---------- | -------------- | -------- |
| 1  | 12-01-1987 | Ford Australian Open Melbourne | G. Chelem | 695 161 $ | Gazon (ext.) | Zina Garrison Sherwood Stewart | Anne Hobbs | 3-6, 7-65, 6-3 | Parcours |